# Памятник матери (Магас)
Памятник Матери — памятник, расположенный на аллее «Матери России», в городе Магас — столицы Республики Ингушетия. Посвящён женщине-матери. Открыт 1 июня 2012 года.
Памятник высотой в 3 метра и весом в 1,5 тонны сделан из бронзы и представляет собой женщину с тремя детьми. Она одета в традиционный ингушский наряд и стоит на фоне ингушских башен.
На торжественном открытии памятника приняли участие Глава Ингушетии Юнус-Бек Евкуров, инициировавший установление памятника, Герои России Руслан Нальгиев и Абукар Костоев, общественные и государственные деятели региона, а также почётные гости — делегация Всероссийского общественного движения «Матери России», которую возглавила Член Совета Федерации ФС РФ, председатель движения Валентина Петренко.